# Crocidura hispida
Crocidura hispida — вид ссавців родини Soricidae. Це ендемік Індії (Нікобарські острови, Андаманські острови). Цей вид є нічною твариною, яка живе в листяній підстилці тропічних вічнозелених лісів.